# Клавдия Прокула
Кла́вдия Проку́ла (на латински: Claudia Procula) е жената на Пилат Понтийски. В гръцката, коптската и етиопската православна църква паметта ѝ се почита на 27 октомври по Юлианския календар. Етиопската православна църква свързва почитането ѝ с това на мъжа ѝ, и го отбелязва на 25 юни.
В киното на 21 век (Страстите Христови), Клавдия Прокула се играе от Клаудия Герини (род. 18.12.1971 Рим, Италия).